# Вікна сатири РОСТА

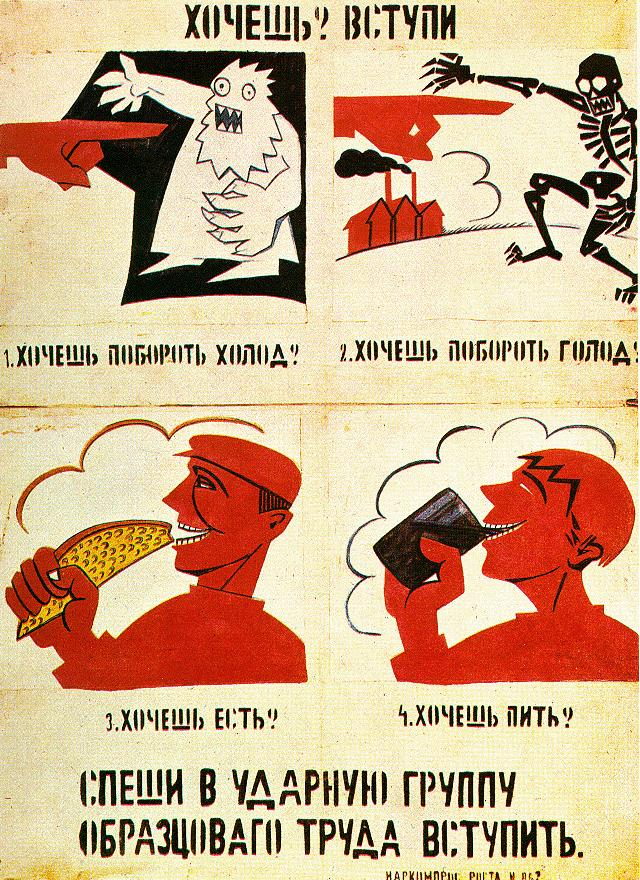

«Вікна сатири РОСТА» (Вікна РОСТА) — серія плакатів, створена протягом 1919—1921 років радянськими поетами і художниками, які працювали в системі Російського телеграфного агентства (РОСТА). «Вікна РОСТА» — специфічна форма масового агітаційного мистецтва, що виникла в період Громадянської війни та інтервенції (1918—1920).

## Характеристика
Сатиричні плакати, виконані в гострій і доступній манері, забезпечені лаконічними віршованими текстами, викривали супротивників молодої республіки Рад. «Вікна РОСТА» висвітлювали злободенні події, ілюстрували телеграми, передавані агентством у газети. Володимир Маяковський у своїй роботі «Грізний сміх» писав про них так: 
|  | Це протокольний запис найбільшого триріччя революційної боротьби, переданий плямами фарб і дзвоном гасел. (...) Це телеграфні вісті, моментально передані в плакат, це декрети, зараз же розпубліковані на частівки, це нова форма, виведена безпосередньо життям, це ті плакати, які перед боєм дивилися червоноармійці, що йдуть в атаку, йдуть не з молитвою, а з розспівом частівок.Оригінальний текст (рос.) Это протокольная запись крупнейшего трехлетия революционной борьбы, переданная пятнами красок и звоном лозунгов. (…) Это телеграфные вести, моментально переданные в плакат, это декреты, сейчас же распубликованные на частушки, это новая форма, выведенная непосредственно жизнью, это те плакаты, которые перед боем смотрели красноармейцы, идущие в атаку, идущие не с молитвой, а с распевом частушек. |

За винятком перших, намальованих від руки, плакати виконували і розмножували з використанням трафаретів до 150 і більше примірників, а потім виставляли у вітринах в столиці та інших містах — зазвичай у порожніх гастрономічних магазинах. У своїх спогадах В. Б. Шкловський стверджував, що:
«Вікна РОСТА» правильно існували і скінчилися тоді, коли знову з'явилися магазини.Оригінальний текст (рос.)
«Окна РОСТА» правильно существовали и кончились тогда, когда опять появились магазины.— «В. Маяковский в воспоминаниях современников»
Вікна сатири виникли восени 1919 року, перший плакат з текстом Грамен і малюнками Черемних виставлено в Москві на початку вересня, до 1920 року «Вікна РОСТА» дісталися до Баку, Саратова, Харкова, Одеси, Ростова-на-Дону, виходили вони до 1921 року. Темами плакатів були боротьба з Врангелем і тифозними вошами, голод тощо.
У «Вікнах РОСТА» активно використовувалися традиції лубка і райка. Техніка малюнка у «Вікнах РОСТА» відрізнялася акцентованою простотою і лаконізмом використовуваних виражальних засобів (використання 2-3 кольорів, виразність силуетів).
«Специфіка їх полягала в негайній реакції на злободенні питання і факти. Тексти „Вікон РОСТА“ відрізнялися простотою і точністю характеристик, що йдуть від традицій народних лубків і частівок. В цих текстах знайшов своє яскраве вираження талант Маяковського-публіциста. (…) Плакати РОСТА, як правило, багатосюжетні. В них склався і типізувався певний дух персонажів, які переходять з плаката в плакат: робітник, червоноармієць, селянин, капіталіст, піп, куркуль».

## Супротивні творчі організації
Вікнам РОСТА, на думку історика Владлена Сироткіна, протистояв ОСВАГ:
"З відстані часу, читаючи спогади учасників Громадянської війни з «червоної» і «білої» сторін, починаєш розуміти, що обидва «агітпропи» — в Москві і в Ростові-на-Дону — були дзеркальним відбиттям один одного, тільки з протилежними знаками. У Москві висіли «Вікна РОСТА» з віршами Маяковського і Дем'яна Бєдного, в Ростові — «Вікна ОСВАГ» з віршами Наживіна або «білого Дем'яна» віршомаза А. Гридіна. Там червоноармієць протикає багнетом буржуя і білого генерала, тут дужий доброволець — «жида» Троцького".— Владлен Сироткин "Зарубежные клондайки России"

## Художники
Перше «Вікно РОСТА» виконав у жовтні 1919 М. М. Черемних. Згодом до нього приєдналися В. В. Маяковський, який створював як малюнки, так і підписи, а також Д. С. Моор, І. А. Малютін, А. М. Нюренберг, М. Д. Вольпін, П. П. Соколов-Скаля, Б. М. Тимофєєв, В. В. Хвостенко та ін. Подібні «вікна» випускали також у Петрограді (Л. Г. Бродати, В. В. Лебедєв, О. О. Радаков та ін.), в Україні (Б. Ю. Єфімов та ін.), у Саратові, Баку та інших містах.
У створенні «Вікон РОСТА» брали участь також Казимир Малевич, Аристарх Лентулов, Ілля Машков і Кукринікси. «Вікна РОСТА» мали істотне значення для становлення радянського образотворчого мистецтва.
Персональну виставку Маяковського «20 років роботи», екскурсоводом на якій був сам Маяковський, і в основу експозиції якої лягли «Вікна сатири РОСТА», не відвідали ні представники творчої інтелігенції, ані керівні особи.